# Nuda (песма)
Nuda (срп. Гола) је песма коју је италијанска певачица Мина записала за њен албум Singolare из 1976. Дон Беки је написао песму, а Пино Прести је аранжирао. У мају 1976. песма је објављена као сингл и достигла је 6. место, укупно 17 недеља на италијанској листи.

## Позиције на листама
| Листа (1976)              | Највиша позиција |
| ------------------------- | ---------------- |
| Италија (Billboard)       | 10               |
| Италија (Musica e dischi) | 6                |